# 最明寺 (美馬市)
最明寺（さいみょうじ）は、徳島県美馬市脇町大字猪尻にある真言宗大覚寺派の寺院。本尊は聖観音菩薩。阿波西国三十三観音霊場第33番および四国三十六不動霊場第3番の札所になっており、多くの参拝者が集う。
- 御詠歌：もろびとの　心におわす　み仏の誓願（ちかい）たのもし　萩満つる寺

## 概要
「萩寺」とも地元では呼ばれ、萩の花が境内のいたるところで9月中旬頃になると咲き乱れる。
開山を行基として天平年間（729年 - 748年）に創建され、現在地より北東200mの日野谷源流東側に位置し西光寺と号した。その後、江戸時代前期に現在地に移転し、西明寺と改号する。現在の寺名は、鎌倉時代に最明寺入道北条時頼が滞留したという伝説が西明寺縁起に残されていることに由来する。

## 伽藍
- 石柱門
- 山門
- 本堂 - 聖観音菩薩像安置。1879年（明治12年）焼失し再建されていたが、令和6年に新しく再建された。
- 護摩堂 - 不動明王坐像安置。
- 三十三観音堂 - 元の本堂の後堂に祀っていた西国三十三観音の仏像を遷座。
- 宝物殿 - 県文化財・阿弥陀如来坐像と重文・毘沙門天立像安置。
- 位牌堂 - 護摩堂の東側に本堂と同時期に新築された。
- 恵光院（納骨堂）、聞思舎
- 庫裡・納経所 - 本堂と同時期に再建された。
- 鐘楼

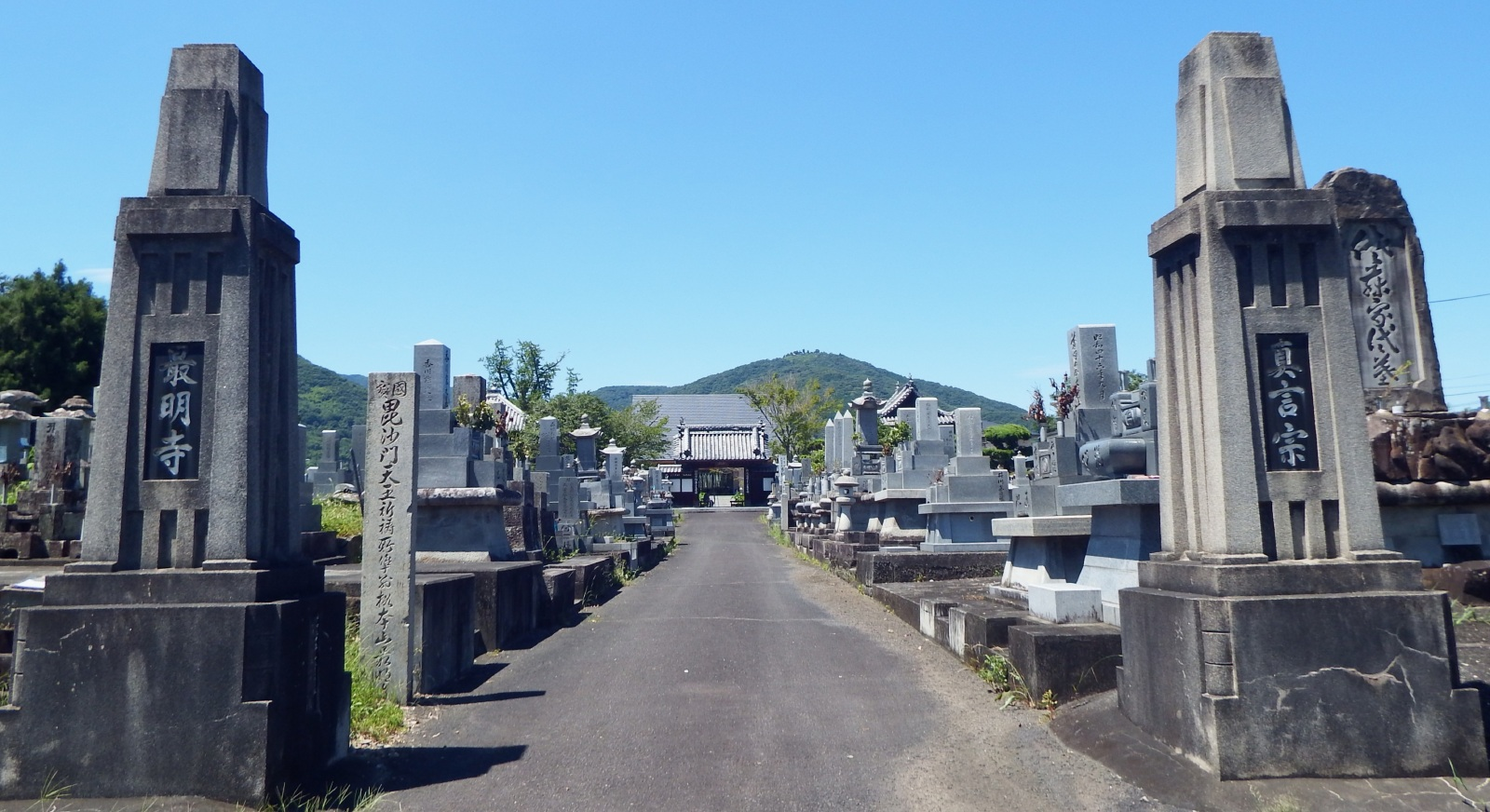
入口
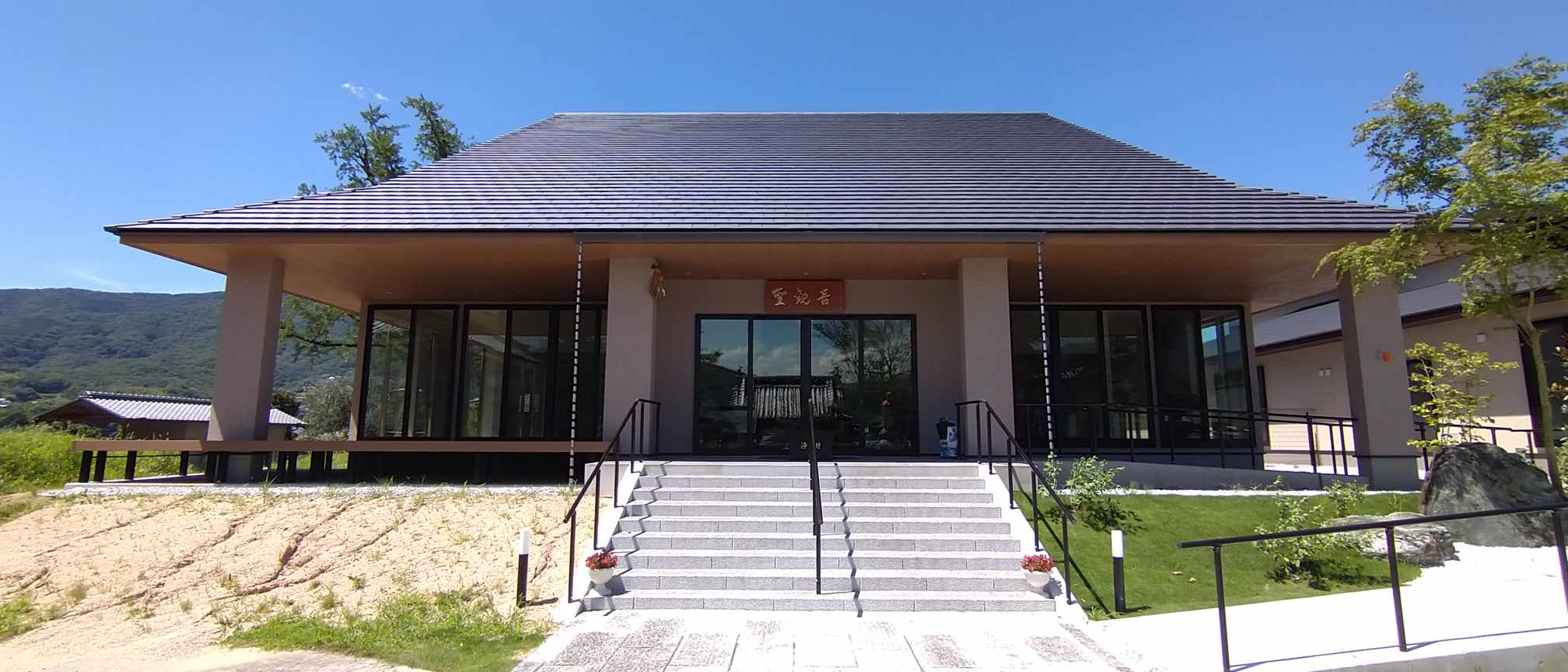
本堂
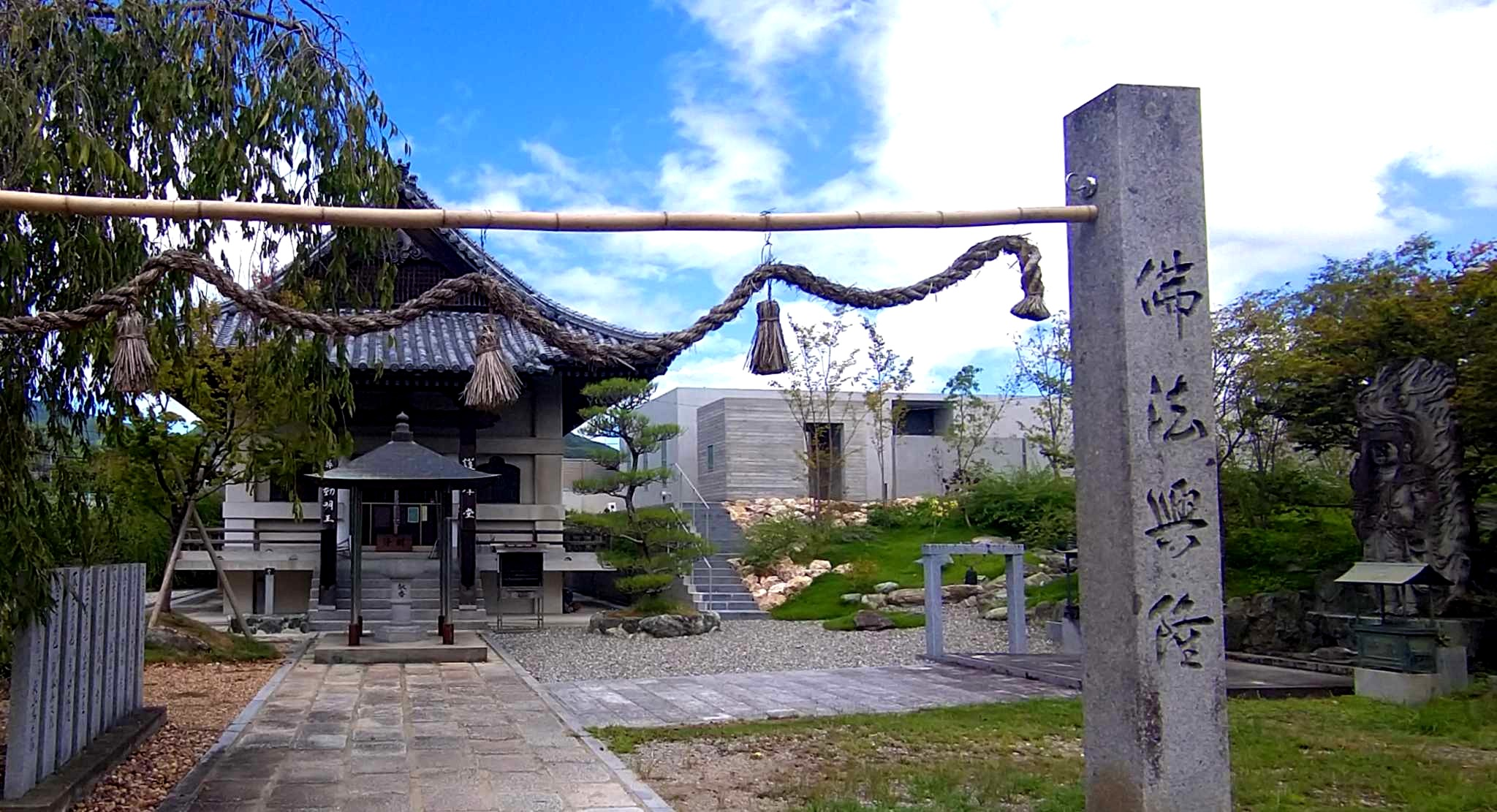
護摩堂
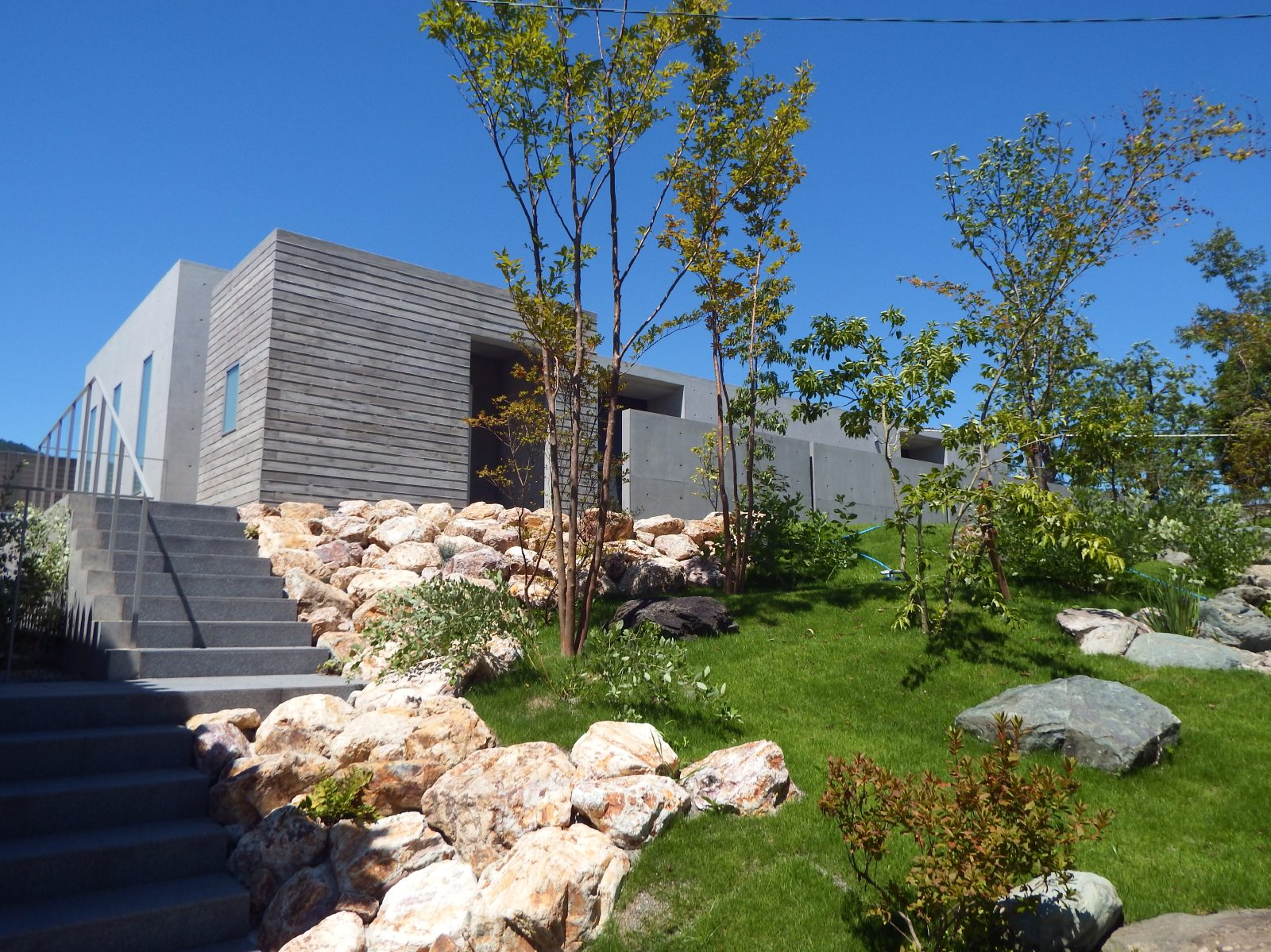
位牌堂
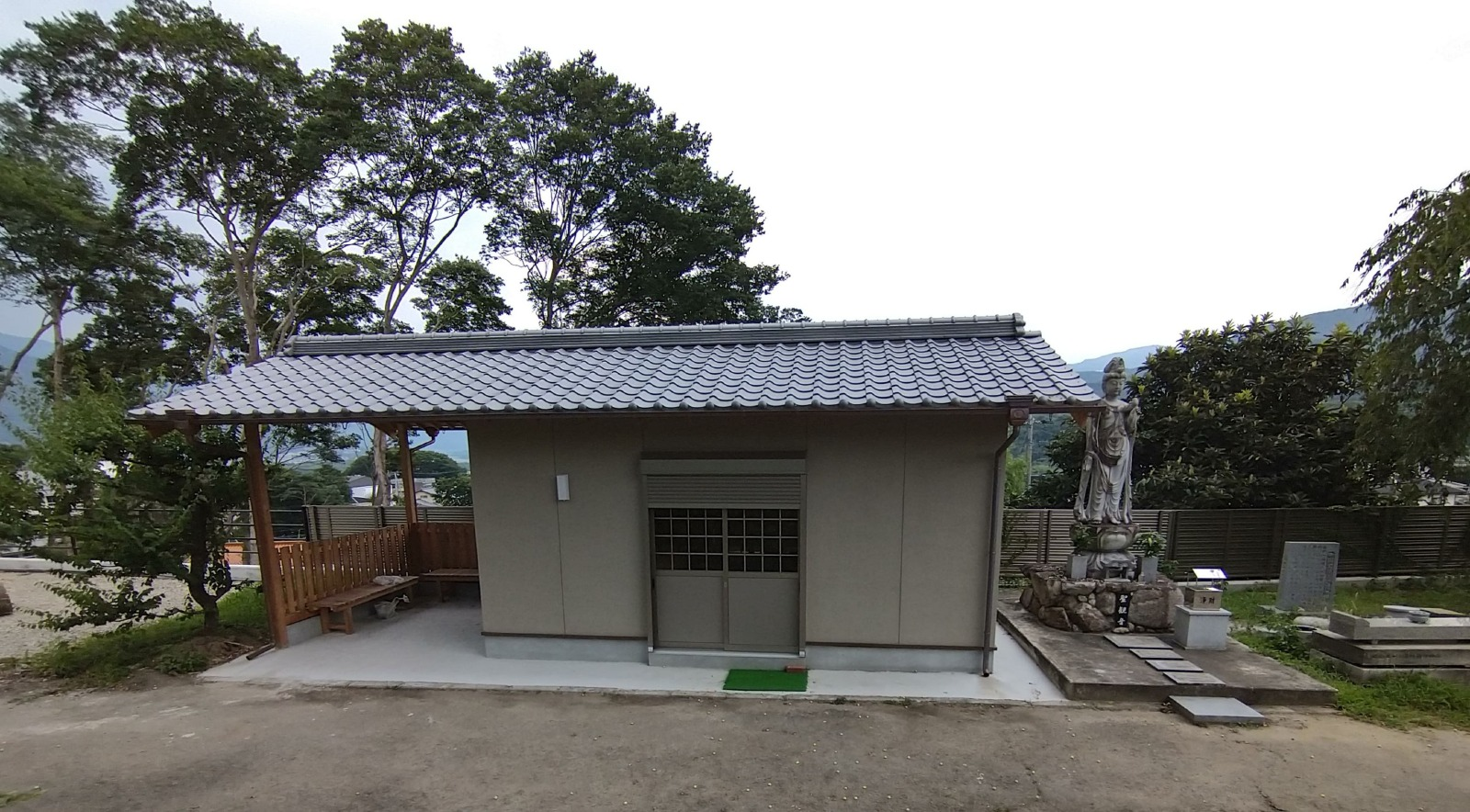
三十三観音堂
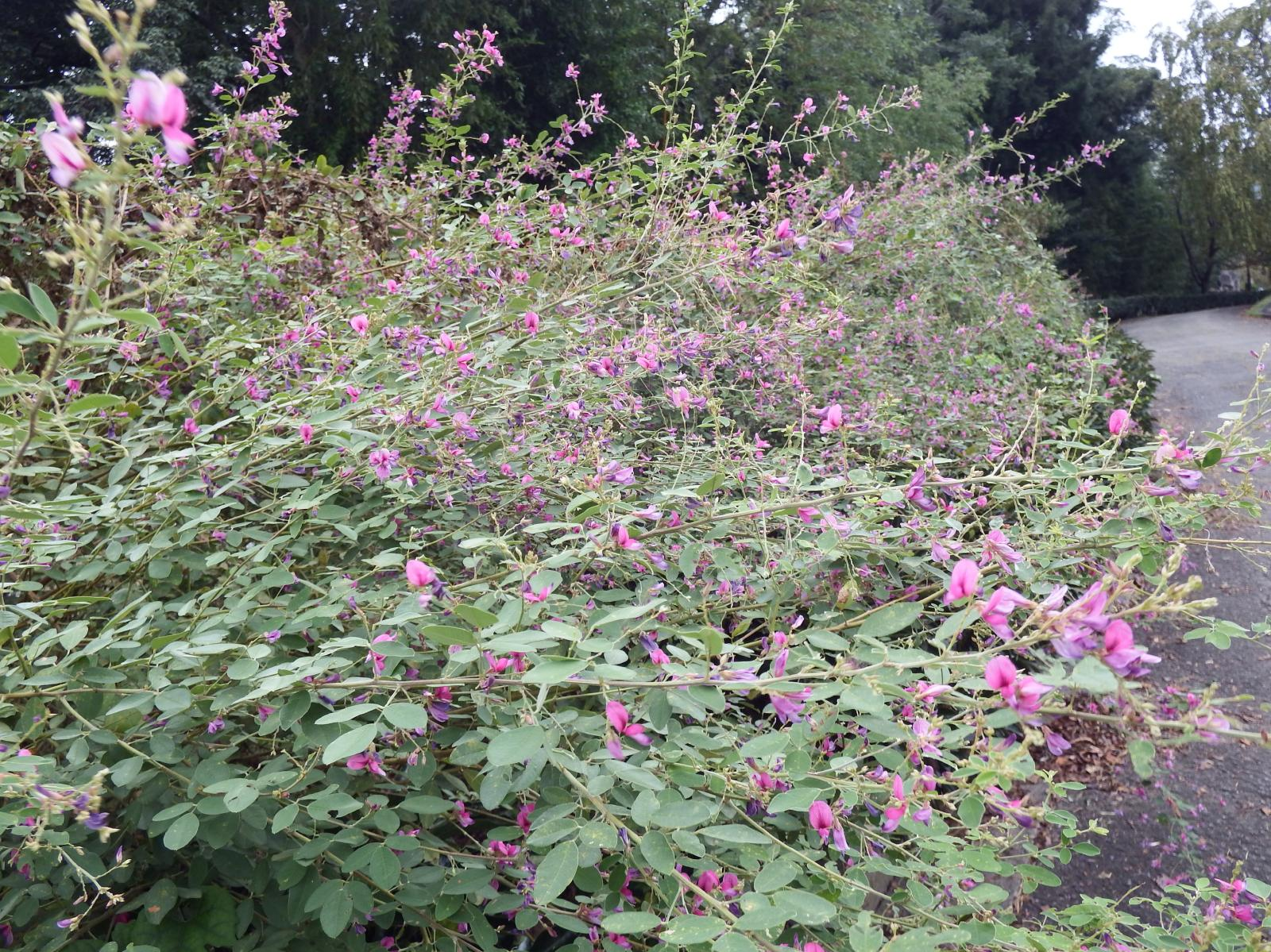
入口付近の萩

## 文化財
重要文化財

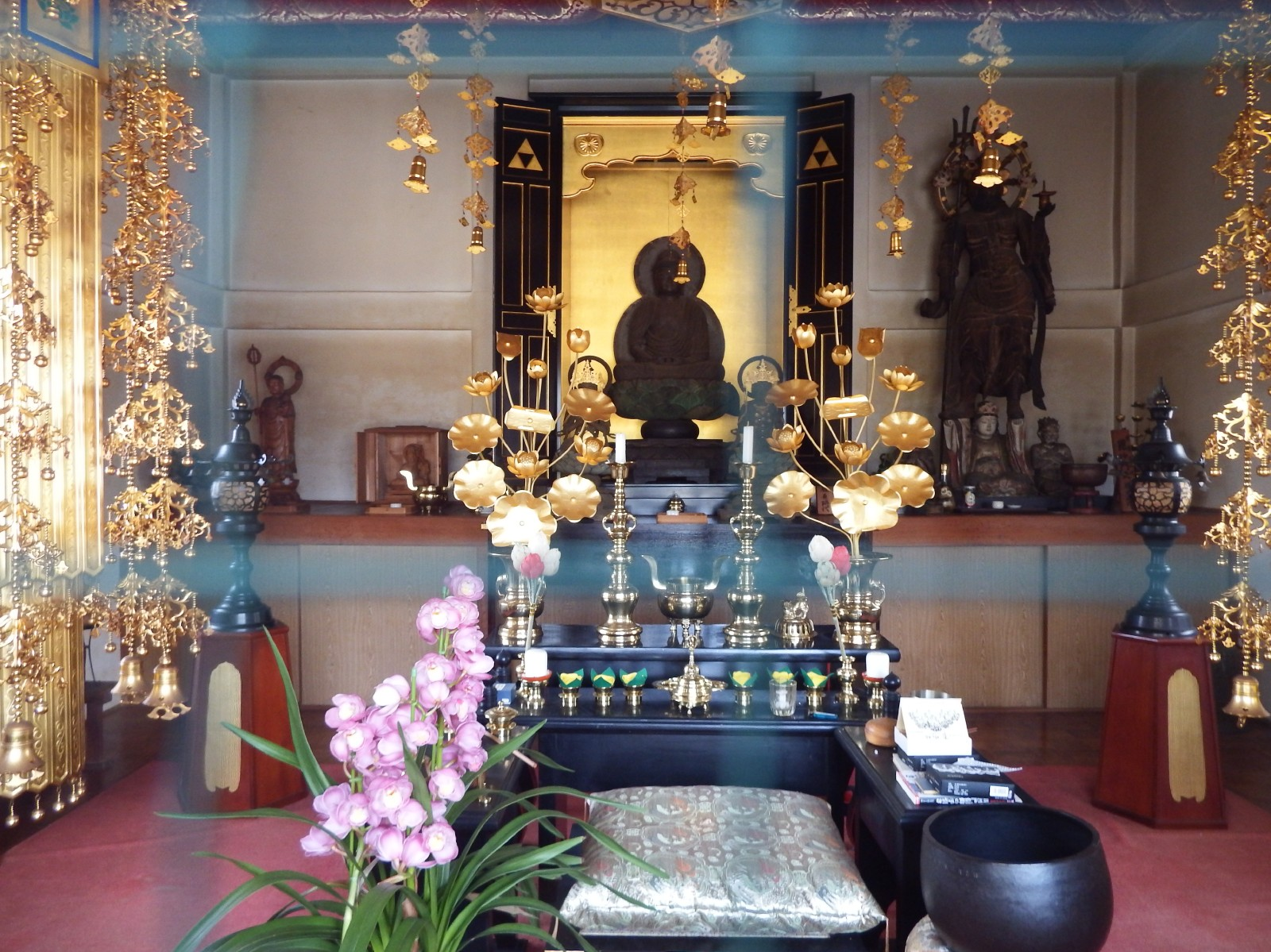
最明寺の宝物館

- 木造毘沙門天立像 - 檜の一木造、古色、151.6cm、毘藍婆・尼藍婆の二鬼を従える兜跋毘沙門天の姿、平安時代後期作、明治44.8.9指定

徳島県指定文化財
- 木造阿弥陀如来坐像：定印結跏趺坐、桧の寄せ木造り、像高80cm、11世紀後半頃作、昭和52.1.21指定
- 地蔵来迎図：縦81.6cm、横35.3cm、鎌倉時代作、昭和50.2.12指定

## 交通アクセス
- 徳島線 穴吹駅からバスで「専売所下」下車　徒歩20分

## 前後の札所
四国三十六不動霊場
2番 明王院 --(11.5km)-- 3番 最明寺 --(33km)-- 4番 箸蔵寺

## 周辺情報
- うだつの町並み（脇町南町） - 重要伝統的建造物群保存地区

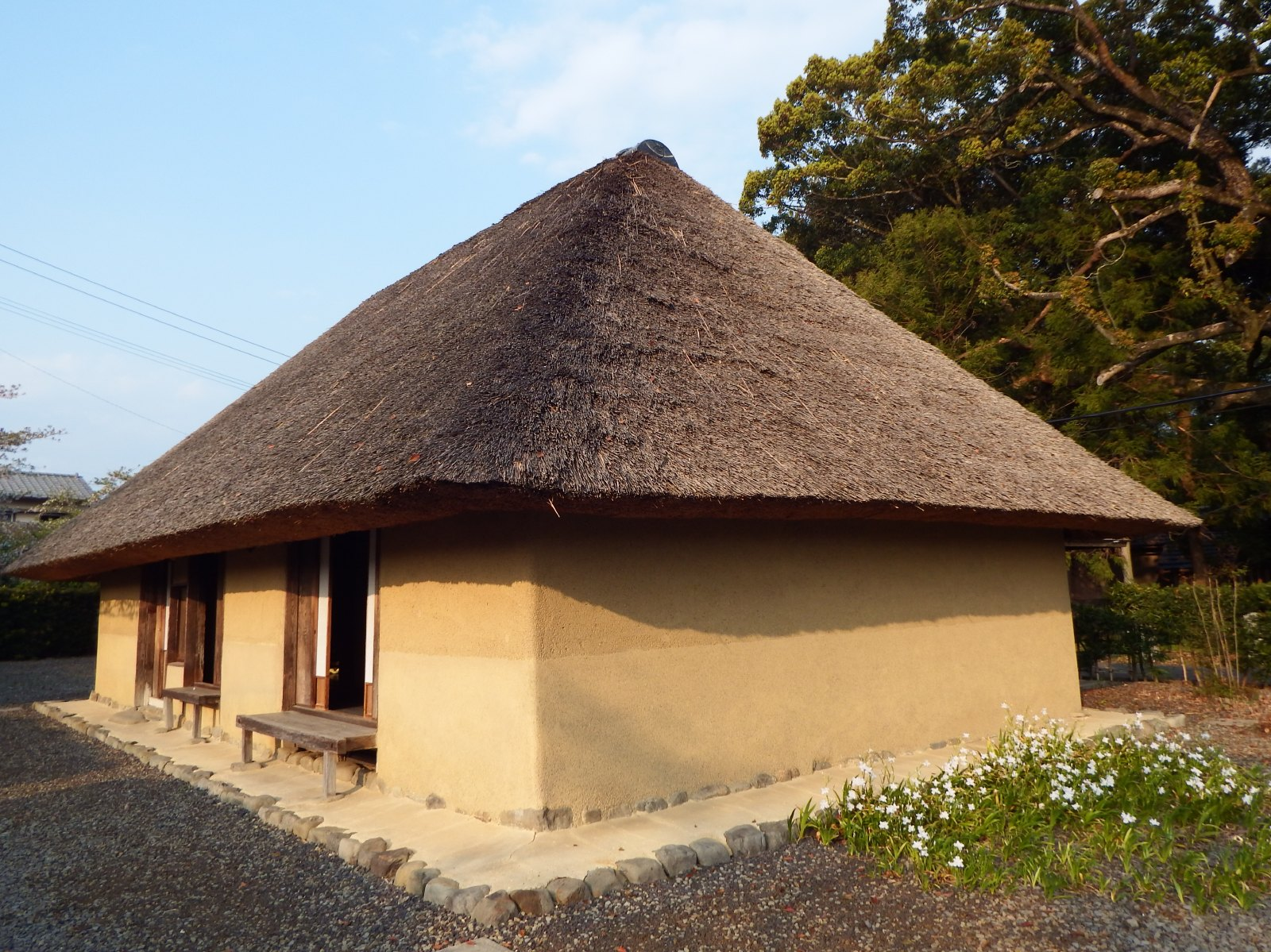
旧長岡家住宅

- 旧長岡家住宅 - 大滝山の南の中山間部大谷地区に1735年に建てられた農家で、国の重要文化財に昭和51年5月20日に指定され、昭和54年6月現在地に移転復元されたもの。四方下屋造り、上屋梁は二間半、桁は五間の寄せ棟茅葺き（78.37平方メートル）[2]。